# Docteur Maboul
Docteur Maboul est un jeu de société, créé par John Spinello et édité par Milton Bradley en 1965 sous le nom Operation. En France, le jeu est baptisé Docteur Maboul et commercialisé à partir de 1978.

## Origine et développement
L'invention du prototype du jeu est dû à l'Américain John Spinello qui, âgé de 26 ans, l'a conçu en 1964 avant d'en vendre les droits au designer de jeux Marvin Glass & Associates, en échange de 500 $ et de la promesse d'un travail à l'issue de ses études universitaires en design industriel à l'université de l'Illinois. Cette promesse ne sera pas tenue et les droits sont cédés à l'entreprise Milton Bradley (MB) qui le commercialise dès 1965 sous le nom Operation. Le jeu connait un succès important qui rapporte 40 millions de dollars à ses propriétaires, MB ayant été entre-temps absorbé par Hasbro.
Le 8 avril 2023, la 3e édition d'un Championnat du monde de Docteur Maboul a été organisée à Paris, accueillant 160 joueurs et faisant parler du jeu dans de nombreux médias. 

## Principe général
Le jeu se présente sous la forme d'une table d'opération, avec un patient percé de cavités occupées par des éléments en plastique blanc avec des noms humoristiques. Le nez du patient est représenté sous forme d'une ampoule rouge qui s'allume en cas d'échec. Le but du jeu est d'amasser le plus d'argent en effectuant des opérations chirurgicales.

## Règle du jeu
Le jeu contient deux paquets de cartes : celles avec la mention « Docteur » et celles avec la mention « Spécialiste », qui sont toutes distribuées au début de la partie. Chacun leur tour, les joueurs tirent une carte « Docteur » qui offre une certaine somme d'argent si le joueur réussit à retirer l'élément désigné par la carte à l'aide d'une pince en métal. Si les pinces entrent en contact avec les bords métalliques des cavités, le nez du patient s'allume et une sonnerie retentit. Le joueur doit alors passer son tour. Le joueur qui possède la carte « Spécialiste » correspondant au même élément essaye à son tour et en cas de réussite, il gagne le double d'argent. Si le joueur qui a la carte « Spécialiste » est également celui qui a dû passer son tour, il peut jouer une deuxième fois.
Le gagnant est le joueur qui a le plus d'argent après que toutes les pièces ont été enlevées. La difficulté réside dans la forme des éléments à enlever et l'étroitesse des cavités.

### Matériel
Le jeu se compose de la table d'opération et des éléments en plastique à récupérer dans le corps du patient à l'aide de la pince rattachée au plateau. Le jeu contient deux paquets de cartes : les « Docteur » et les « Spécialistes ». Il ne nécessite pas de mise en place particulière, il est possible de jouer sans sortir la table d'opération de sa boîte de rangement. Les éléments en plastique doivent être placés dans les cavités correspondantes du corps du patient.
Les éléments à récupérer sont au nombre de douze :
- Raccordement de la cheville au genou : il faut fixer un élastique entre la cheville et le genou. Le nom fait référence à la chanson traditionnelle Dem Bones. L'opération vaut 100.
- Clé à la cheville : une clé plate située dans la cheville. L'opération vaut 100.
- Côtes de rire : deux côtes attachées. Cela fait référence à l'expression « Se tenir les côtes de rire » qui signifie rire démesurément. L'opération vaut 100.
- Pomme d'Adam : une pomme située dans la gorge. Le terme « pomme d'Adam » désigne familièrement le cartilage de la thyroïde qui entoure le larynx. L'opération vaut 150.
- Crampe de l'écrivain : un crayon dans l'avant-bras. L'opération vaut 150.
- Os électrique : situé dans le bras. L'opération vaut 200.
- Fièvre de cheval : un cheval situé près de la hanche. Le terme désigne une très forte fièvre. L'opération vaut 200.
- Eau dans le genou : un seau d'eau situé dans le genou. L'opération vaut 250.
- Papillon chatouilleur : un papillon situé dans l'estomac. Le nom vient de la sensation que l'on a lorsqu'on est anxieux. L'opération vaut 250.
- Os de vœux : situé dans la poitrine. L'« os de vœux » est un os de poulet traditionnellement utilisé par deux personnes pour réaliser un vœu. L'opération vaut 300.
- Cœur brisé une forme de cœur fendu. Cela fait référence à l'expression « Briser le cœur » qui signifie causer une douleur affective. L'opération vaut 350.
- Tranche de brioche : située dans le bas du ventre. Le terme désigne familièrement les bourrelets du ventre. L'opération vaut 500.